# Quartz Lake
Pour les articles homonymes, voir Quartz et Lac Quartz.
Quartz Lake est un lac d'Alaska aux États-Unis, situé à 16 kilomètres au nord de Delta Junction, dans la Région de recensement de Southeast Fairbanks.
Il a été nommé ainsi par les premiers chercheurs d'or arrivés sur les lieux. Ses rives sont, pour la plus grande part, bordées de propriétés privées. Toutefois, il existe une zone de loisirs accessible par la Richardson Highway qui offre campings et commodités touristiques.
Ce lac héberge des truites arc-en-ciel ainsi que des ombles chevalier et des saumons. Sa profondeur varie entre 4 et 12 mètres.